# Wilhelm Hahn

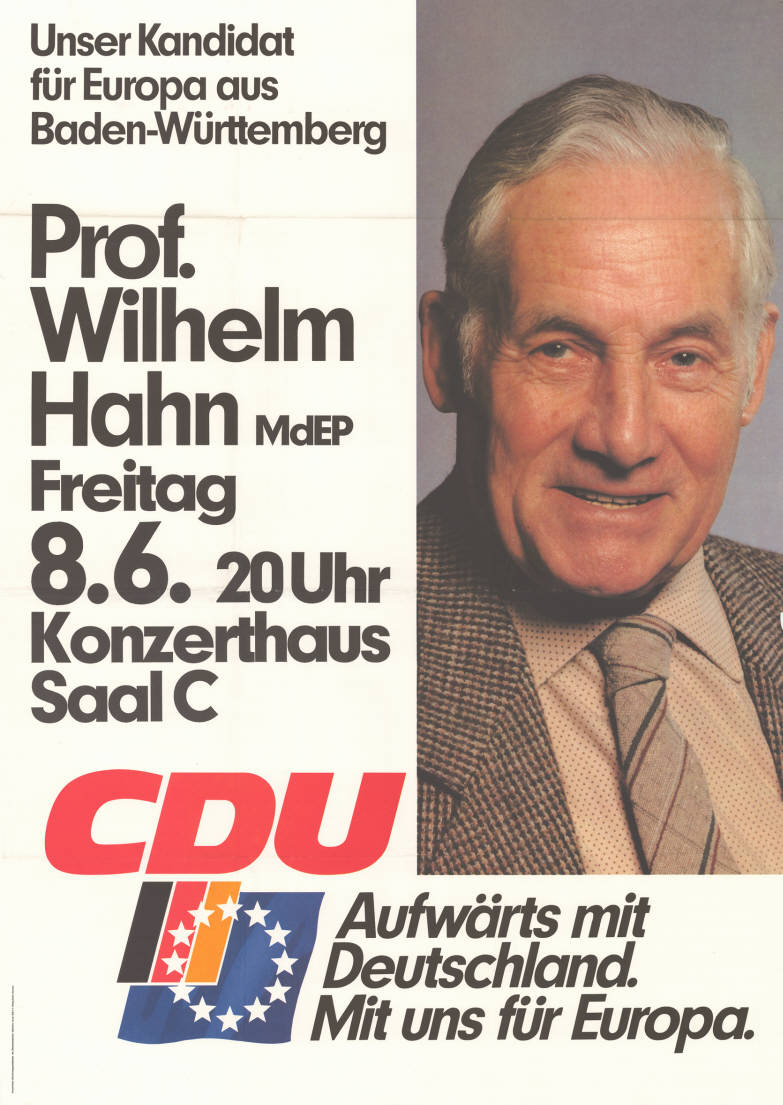
Ankündigungsplakat Wilhelm Hahns zur Europawahl 1984

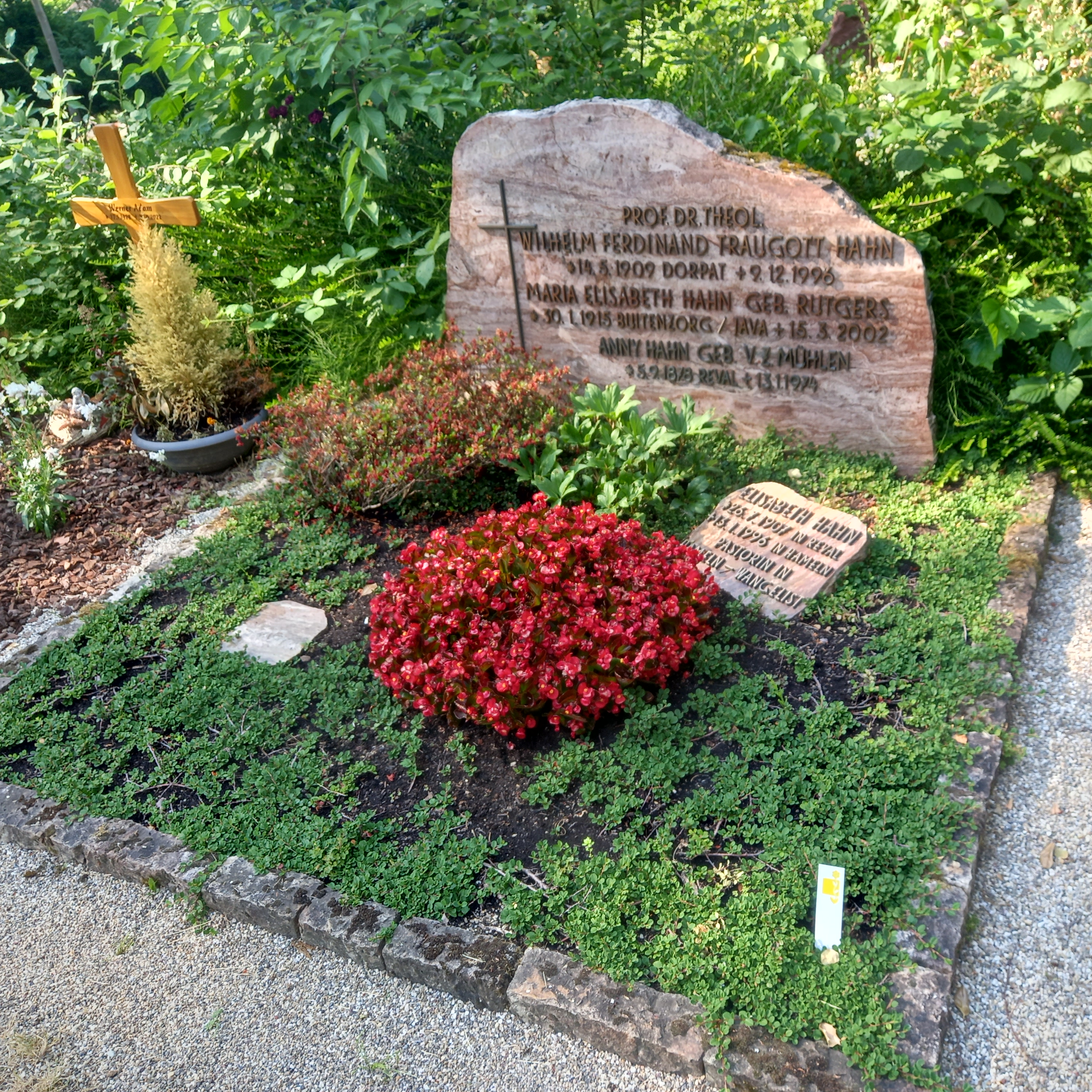
Das Grab von Wilhelm Hahn und seiner Ehefrau Maria Elisabeth geborene Rutgers im Familiengrab auf dem Neuen Friedhof Schlierbach in Heidelberg

Wilhelm Ferdinand Traugott Hahn (* 1. Maijul. / 14. Mai 1909greg. in Dorpat (heute Tartu/Estland); † 9. Dezember 1996 in Heidelberg) war ein deutscher lutherischer Theologe, Hochschullehrer und Politiker (CDU). Er war von 1962 bis 1964 Mitglied des Bundestags, wirkte von 1964 bis 1978 als Kultusminister von Baden-Württemberg und gehörte von 1968 bis 1980 dem Landtag von Baden-Württemberg an.

## Leben
Wilhelm Traugott Hahn wuchs in Estland auf. Nach der Ermordung seines Vaters, des evangelischen Theologieprofessors Traugott Hahn (Sohn des Missionars Traugott Hahn und Enkel des Pioniermissionars Carl Hugo Hahn), im Jahr 1919 durch die Rote Armee floh seine Mutter Anna Hahn, geborene von zur Mühlen, mit der Familie nach Deutschland, wo Hahn in der westfälischen Stadt Gütersloh das Evangelisch Stiftische Gymnasium besuchte. Während seiner Schulzeit war er Mitglied im Jungdeutschen Orden. Anschließend studierte er Evangelische Theologie an den Universitäten Tübingen, Göttingen, Bonn und Münster. Während dieser Zeit wurde er Mitglied im Verein Deutscher Studenten Tübingen. 1932 legte er sein erstes theologisches Staatsexamen ab und war danach Hauslehrer in Österreich. Im Sommer 1933 trat er dem Stahlhelm bei. In der Zeit des Nationalsozialismus kehrte er nach Deutschland zurück und engagierte sich in der Bekennenden Kirche, dies insbesondere durch die im März 1934 erfolgte Mitgründung der Bruderschaft der Hilfsprediger und Vikare der Bekennenden Kirche. Nach seiner Promotion zum Dr. theol. in Tübingen 1937 war er von 1937 bis 1948 Pfarrer, zunächst Gemeindepfarrer in Minden in Westfalen, doch wurde er 1942 zum Kriegsdienst eingezogen. Nach der Rückkehr aus der Kriegsgefangenschaft 1946 war er als Landeskirchenrat der Westfälischen Kirche tätig und stieg 1949 zum Superintendenten des Kirchenkreises Minden auf.
Im Jahr 1950 wurde er ordentlicher Professor für Praktische Theologie an der Universität Heidelberg. Zwei Jahre später wurde er zum Landesbischof der Evangelisch-Lutherischen Kirche in Oldenburg gewählt, doch trat er dieses Amt wegen Meinungsverschiedenheiten einiger Synodalen nicht an. Von 1955 bis 1962 war er Mitglied des Ausschusses für Erziehungs- und Bildungswesen. 1958 wurde er für zwei Jahre Rektor der Universität Heidelberg.
Nachdem Wilhelm Hahn bereits seit 1956 Mitglied der CDU war, war er von 1962 bis 1979 als stellvertretender Vorsitzender im Vorstand des Evangelischen Arbeitskreises von CDU und CSU tätig und dort Vorsitzender der Studiengruppe. Er zog am 9. Mai 1962 als Nachrücker für den verstorbenen Hermann Finckh in den Deutschen Bundestag ein, wo er sich vor allem kulturpolitischen Fragen widmete. Nach der Landtagswahl in Baden-Württemberg 1964 holte ihn Ministerpräsident Kurt Georg Kiesinger in sein Kabinett als Kultusminister. Daraufhin legte er am 16. November 1964 sein Bundestagsmandat nieder. Hahn gehörte von 1967 bis 1977 als Mitglied dem Bundesvorstand der CDU an. 1968 wurde er in den Landtag von Baden-Württemberg gewählt. Das Amt des Kultusministers bekleidete er bis 1978, als er als damals dienstältester Kultusminister aus dem Amt schied. In seine Amtszeit fällt unter anderem die Schulreform in Baden-Württemberg (Aufhebung zahlreicher kleinerer Schulen), die Gründung neuer Gymnasien und der Universitäten Ulm und Konstanz.
Als Ministerpräsident Kiesinger 1966 Bundeskanzler wurde, strebte Hahn das Ministerpräsidentenamt in Baden-Württemberg an, doch er scheiterte an Hans Filbinger. Er blieb aber weiterhin Kultusminister und war von 1972 bis 1978 stellvertretender Ministerpräsident und somit auch Stellvertreter Filbingers. Im Anschluss an seine Ministertätigkeit war Hahn von 1978 bis 1988 Vorsitzender der Deutsch-Indischen Gesellschaft und von 1978 bis 1992 Vorstandsvorsitzender des Instituts für Auslandsbeziehungen.
Nach dem Ausscheiden als Minister wurde Hahn bei der Europawahl im Juni 1979 als Mitglied in das Europäische Parlament gewählt. 1980 kandidierte er daher nicht mehr für den Landtag von Baden-Württemberg. 1984 wurde er erneut ins Europaparlament gewählt, doch legte er 1987 sein Mandat nieder.
Wilhelm Hahn lebte in Heidelberg-Schlierbach und starb 1996 im Alter von 87 Jahren. Er war ab 1937 verheiratet mit Elisabeth Hahn, geborene Rutgers, und hatte zwei Kinder.

## Veröffentlichungen (Auswahl)
Hahn schrieb zahlreiche theologische Bücher und Aufsätze.
- Das Mitsterben und Mitauferstehen mit Christus bei Paulus. Ein Beitrag zum Problem der Gleichzeitigkeit des Christen mit Christus. Bertelsmann, Gütersloh 1937 (Tübingen, Universität, Dissertation, 1937).
- Der christliche Glaube und der Mensch der Gegenwart. Sieben Vorträge. Evangelischer Verlag „Der Rufer“, Gütersloh 1947.
- Erneuerung der Kirche aus dem Evangelium. Evangelischer Verlag „Der Rufer“, Gütersloh 1949.
- Gottesdienst und Opfer Christi. Eine Untersuchung über das Heilsgeschehen im christlichen Gottesdienst (= Veröffentlichungen der Evangelischen Gesellschaft für Liturgieforschung. Bd. 5, ZDB-ID 591687-2). Vandenhoeck & Ruprecht, Göttingen 1951.
- Erziehung aus christlicher Verantwortung. Vier Rundfunkvorträge (= Leben und Wahrheit. Heft 15, ZDB-ID 845149-7). Bechauf, Bielefeld 1955.
- Anfechtung und Gewißheit. Predigten. Vandenhoeck & Ruprecht, Göttingen 1958.
- Die Mitte der Gemeinde. Zur Frage des Gottesdienstes und des Gemeindeaufbaus (= Handbücherei für Gemeindearbeit, Heft 1). G. Mohn, Gütersloh 1959.
- Demokratische Bewährung. Beiträge zur Verantwortung in Kirche, Politik und Bildung. (Vorträge). Staatsbürger-Verlag, Bad Godesberg 1965, 2. Auflage (= Bürger und Staat. Bd. 1, ZDB-ID 1336946-5), Dümmler, Bonn u. a. 1967.
- Mehr Bildung, mehr Leistung, mehr Freiheit. Bildungspolitik zwischen Wunsch und Wirklichkeit. Seewald, Stuttgart 1972.
- Bildungspolitik mit Ziel und Maß. 1974.
- Ich stehe dazu. Erinnerungen eines Kultusministers. Deutsche Verlags-Anstalt, Stuttgart 1981, ISBN 3-421-06056-8 (Autobiographie).
- Europäische Kulturpolitik. Aufsätze über Bildung, Medien und Kirche. Libertas-Verlag, Sindelfingen 1987, ISBN 3-921929-90-3.
- Das Ende des Sozialismus, Herausforderung für Theologie und Kirche. Eine Analyse (= Idea e. V. Dokumentation. 91, Nr. 15, ISSN 0937-6984). Idea, Wetzlar 1991.
- Der Ruf ist immer neu. Aus 200 Jahren der baltischen Theologenfamilie Hahn. Hänssler, Neuhausen-Stuttgart 1993, ISBN 3-7751-1905-1.

## Preise und Auszeichnungen
- 1969: Großes Verdienstkreuz mit Stern der Bundesrepublik Deutschland
- 1974: Großes Verdienstkreuz mit Stern und Schulterband der Bundesrepublik Deutschland
- Hermann-Ehlers-Preis
- Verdienstmedaille des Landes Baden-Württemberg
- Goldene Verfassungsmedaille des Landes Baden-Württemberg
- 1958: Ehrendoktor der Universität Tübingen (Dr. theol. h. c.)
- 1977: Ehrendoktor der Universität Ulm (Dr. med. h. c.)
- 1983: Bürgermedaille der Stadt Heidelberg